# ذلب بارز
ذلب بارز (الاسم العلمي:Sansevieria conspicua) هو نوع من النباتات يتبع جنس الذلب من الفصيلة الهليونية.